# Flateby gård

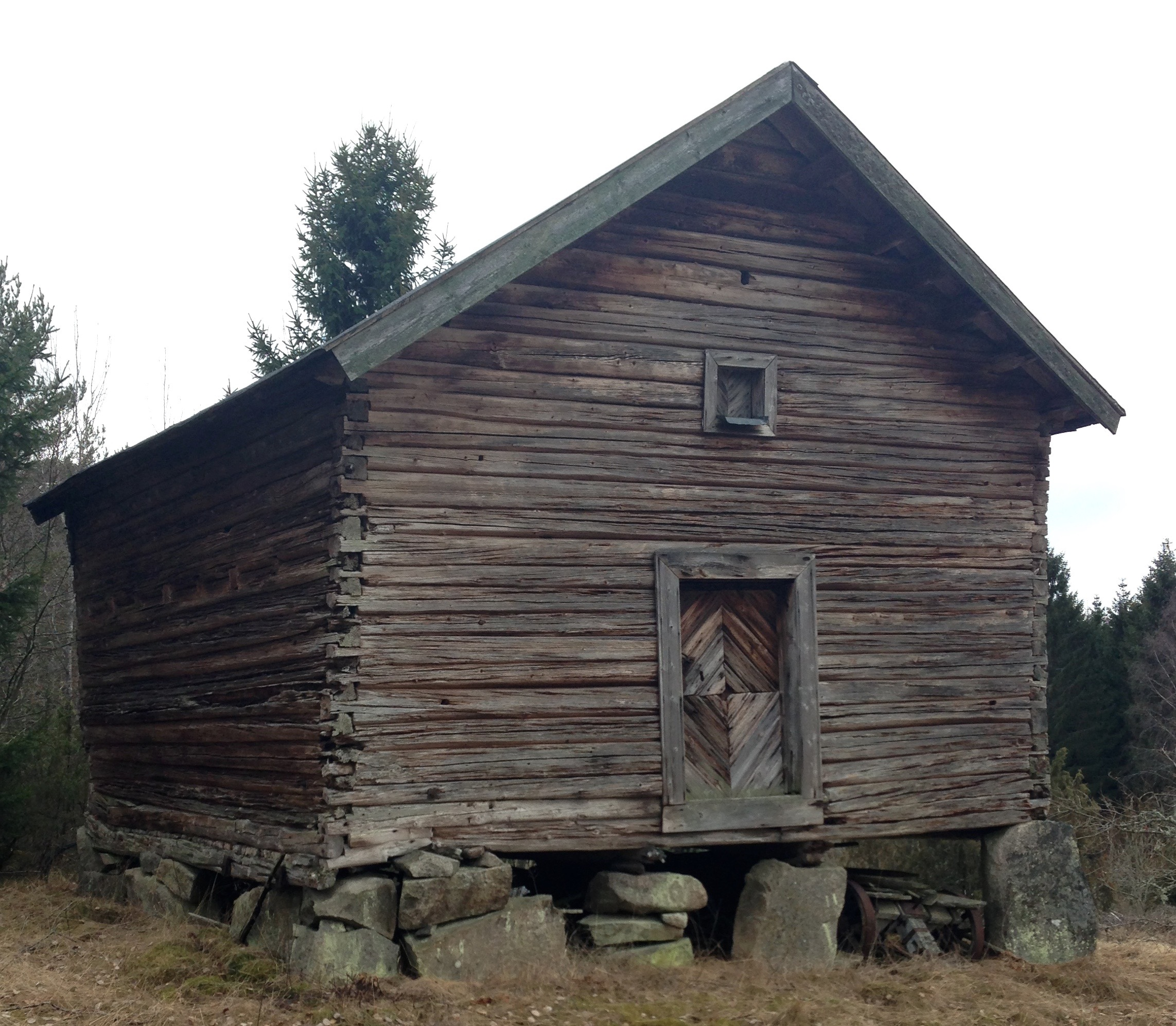
Stolpbod på Flateby gård

Flateby gård i Skee socken i Strömstads kommun är belägen nordost om Strömstad. Gården gränsar i öster till Blomsholm, i norr till Vässby, i väster till Mellby och i söder till Rörvik. 
Flateby gård har en mangårdsbyggnad från slutet av 1600-talet. På en höjd intill ligger ett gammalt magasin, så kallad stolpbod, en i området sällsynt byggnadstyp och boden på Flateby är kulturhistoriskt värdefull, inte minst teknikhistoriskt sett.
Över en del av fastigheten, bl.a. över Hoppareberget, löper Bohusleden. Fastigheten ligger intill Blomsholmsområdet som har klassats som riksintresse för kulturmiljövård. På Flateby gård finns flera fornminnen bl.a. hålvägar. Detta tyder på att gården ligger vid en av de gamla vägarna mellan Strömstad och Blomsholm. Flera av de fornminnen som finns på Flateby gård torde ha samband med Blomsholmsområdet.

## Historia
Flateby gård, som tidvis (bl.a. på 1600-talet) haft samma ägare som Blomsholms säteri, har medeltida anor och nämns första gången i ett brev år 1371. Flateby nämns också i 1544 års jordebok. På 1570-talet bedrevs på Flateby produktion och försäljning av sågat virke. Det var "Olof i Flateby" som i en handling från 1575 omnämns som säljare av "sparrar, läkter, bord och deller (plankor) och läkter". Kartor från 1600-talet utvisar att det på Flateby fanns en ansamling av hus, ”Flateby gamla tomt”. Fram till mitten av 1800-talet omfattade gården både södra och norra Flateby, men numera ingår endast norra Flateby. Gården är numera en skogsfastighet, men fram till 1950-talet bedrevs jordbruk på de nu igenplanterade åkrarna.
Flera torp och lägenheter har legat under gården, bl.a. Hopparen (eller Hällan), Kvarnhogen, Solberg, Lenas berg, Pinan, Rörvik samt Se opp.
Bland ägarna finns bland annat Olof (Ola) Olsson senior, den så kallade ”Tusenblåsaren” vars familj från 1830-talet kom att äga gården fram till början av 1900-talet. Tusenblåsaren köpte gården på en auktion efter den avlidne Carl Magnus Strömberg (1777–1836) som ägde Flateby 1810–1836. Carl Magnus Strömberg drev affärs- och rederirörelse i Strömstad i kompanjonskap med sin bror Hans Jacob Strömberg. De båda bröderna tillhörde de ledande i staden och gjorde mycket för dess utveckling, bl.a. medverkade de till tillkomsten av badinrättningen. När Tusenblåsaren hade vunnit auktionen blev han tillfrågad vilka han hade som borgensmän. ”Jag har ingen borgen men har det som är mycket säkrare”, blev svaret. Och så gick han bort efter ett stort skrin och öppnade detta. Ur skrinet plockade han fram buntar med norska sedlar och en mängd specieriksdalrar. Man spekulerade mycket i varifrån dessa pengar egentligen härrörde.
Under några år på 1910-talet ägdes Flateby gård av Granit AB Georg Lüttensee. Bakom bolaget stod Georg Lüttensee som var född i Tyskland med bosatt i Kristiania. Georg Lüttensee var en av de första entreprenörerna i den industriella stenindustrinäringen som fram till depressionen på 1930-talet bedrevs i norra Bohuslän och södra Östfold. Bolagets verksamhet utgjordes av granitutvinning och stenbrytningen på Flateby gård var en av de sex platser i norra Bohuslän där bolaget bedrev verksamhet. På Flateby gårds marker finns ett flertal lämningar efter stenhuggeriverksamheten, s.k. småbrott.
För en köpesumma av 42 100 kr inköptes Flateby gård 1919 av handlanden i Strömstad Johan Sihlbom (1876–1954) som utöver denna fastighet även ägde andra fastigheter i Strömstad med omnejd, bl.a. det s.k. Markisatet och Paepke-gården i Strömstad samt gården Skådet i Naverstads socken. Vid tidpunkten för Johan Sihlboms köp bestod Flateby gård av både åker- och skogsmark, men på 1950-talet igenplanterades de gamla åkrarna med skog. Djurhållningen upphörde på 1970-talet.